# Wieża telewizyjna Praděd
Wieża telewizyjna Praděd (cz. Vysílač na Pradědu) – wielofunkcyjna wieża o wysokości 146,5 m w paśmie górskim Wysokiego Jesionika (cz. Hrubý Jeseník), w północno-wschodnich Czechach, w obrębie gminy Malá Morávka, projektu inż. arch. Jana Liški, usytuowana na szczycie góry Pradziad (cz. Praděd), oddana do użytku w 1980 roku, ze znajdującym się w niej nadajnikiem radiowym, hotelem Praděd z restauracją oraz stacją meteorologiczną. Z przeszklonego tarasu widokowego na wieży (punkt widokowy) istnieje możliwość prowadzenia dalekich obserwacji. Zasięg stacji nadawczej wykracza poza terytorium Czech, pokrywając sygnałem dużą część południowego zachodu Polski (województwo dolnośląskie, opolskie i śląskie). Z obiektu transmitowanych jest osiem programów radiowych, trzy multipleksy DVB-T2 oraz jeden multipleks DAB+, a ponadto znajdują się w nim urządzenia operatorów sieci telefonii komórkowej.
Wieża telewizyjna na górze Pradziad jest najwyższym stałym punktem w Czechach i Sudetach (ok. 1638 m n.p.m.). Jest jednocześnie najwyższą wieżą widokową w Czechach (146,5 m) i najwyższym dostępnym stałym punktem w Czechach (platforma – 1613 m n.p.m.). Ponadto na wieży znajduje się najwyższy punkt geodezyjny w Czechach (1616,04 m n.p.m.) .

## Konstrukcja

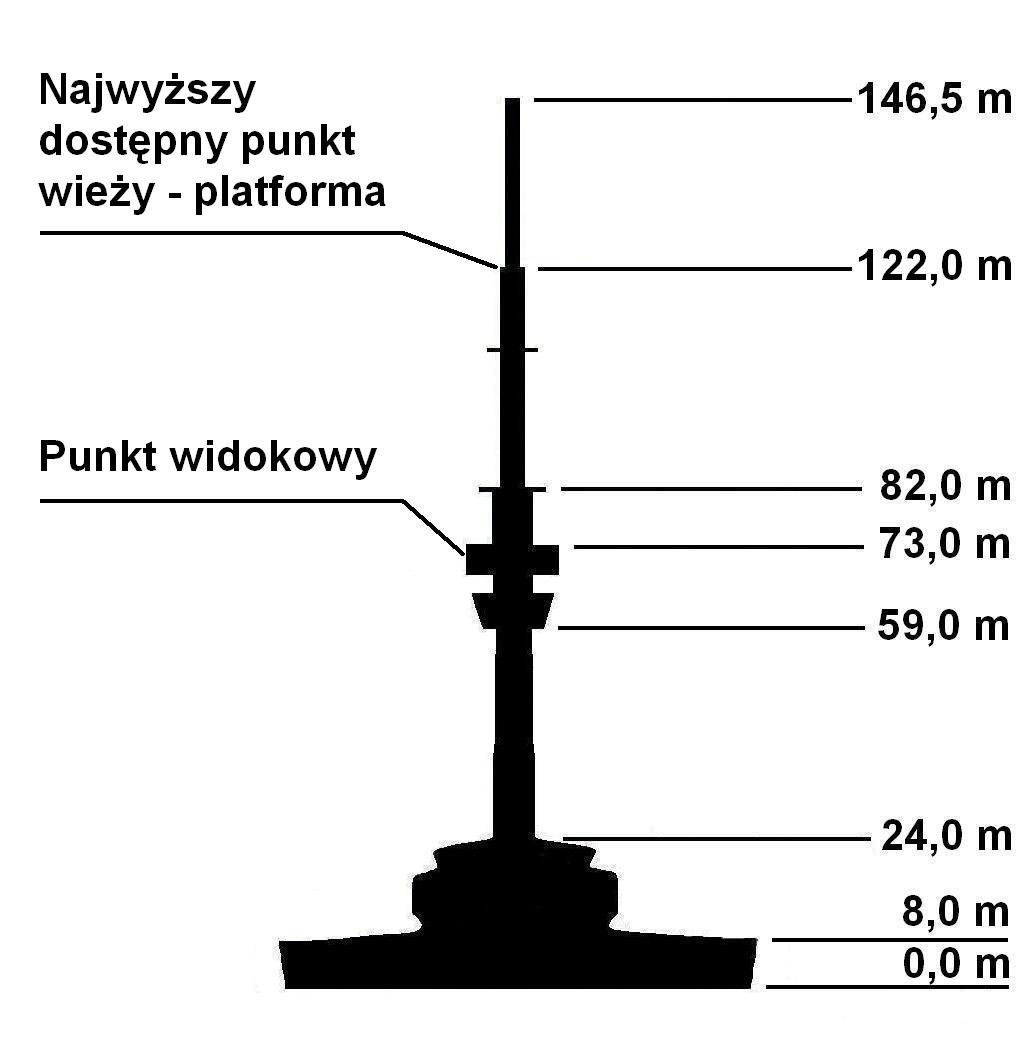
Schemat wieży telewizyjnej Praděd

Unikalna wieża ma wysokość 146,5 m (choć podawane są również inne wysokości – np. 145,5 m). Początkowo miała 162 m, ale po wymianie anteny nadajnika w 1993 roku jej wysokość jest niższa. Do budowy wieży użyto pięciu podstawowych materiałów budowlanych: żelbetu, stali, kamienia, cegły i laminatów. Wieża została zbudowana na zasadniczej części konstrukcyjnej (nośnej), którą stanowi walcowa, żelbetowa skrzynia fundamentowa o średnicy około 12 m i wysokości około 6 m, na której zbudowano w pierwszej fazie budowy żelbetowy trzon do wysokości około 24 m, a następnie go stopniowo przedłużano jako rurę cylindryczną o stopniowo malejącej średnicy (7–6) m, wznosząc ją do wysokości około 73 m. Dwa punkty widokowe znajdują się na wysokości (19 i 70) m. Budowla składa się z dobudowanego do konstrukcyjnego trzonu „trójnogu” o trzech (w przybliżeniu) prostopadłościennych częściach, mających przybliżone wymiary poziome (18 × 25) m, przykrytych jednospadowym, płaskim dachem, w których znajdują się: hotel z restauracją, węzeł energetyczny i węzeł telekomunikacyjny. Ponad „trójnogiem” znajduje się łącząca wszystkie trzy części okrągła, dobudowana rotunda o średnicy około 35 m, od której pionowo wychodzi żelbetowy walcowy trzon wieży, w której zainstalowano dwie szybkobieżne windy do transportu pionowego na taras widokowy oraz dodatkowo schody ewakuacyjne. Na około 59 m wieży (1550 m n.p.m.) znajduje się kolejny jej element o średnicy około 15 m i wysokości około 14 m złożony z dwóch części, pierwsza (dolna) – w kształcie odwróconego stożka ściętego i druga (górna) – zamknięty taras widokowy w kształcie walca z umieszczonymi dookoła w jej ścianach oknami obserwacyjnymi. Nad tą częścią umieszczono stalowy, obudowany trzon o średnicy około 3 m i wysokości około 40 m ze znajdującą się w środku stalową drabiną komunikacyjną oraz siecią instalacji, pomalowany – w celu bezpieczeństwa przeszkodowego ruchu lotniczego – na przemian poziomymi pasami białymi i czerwonymi, na wierzchołku którego umieszczono na wysokości około 1613 m n.p.m. – najwyższy dostępny punkt tej wieży – niewielką biegnącą wokół trzonu wieży metalową platformę o szerokości około 1 m z balustradą, ze znajdującym się powyżej najwyższym punktem geodezyjnym w Czechach, oznaczonym na mapach geodezyjnych numerem (209.) o wysokości 1616,04 m n.p.m. . Ostatnia szczytowa część wieży zbudowana z elementów laminowanych ma kształt iglicy o średnicy około 2 m i wysokości około 25 m, na szczycie której zainstalowano w celu – nocnego – bezpieczeństwa przeszkodowego ruchu lotniczego ostrzegawczą lampę oraz instalację odgromową. Dodatkowo w ostatniej części znajduje się również regulator oscylacji, który kompensuje ewentualne przechylenie wieży przy wietrznej pogodzie.
Budowę rozpoczęto w 1968 roku od wybudowania drogi dojazdowej na szczyt, a w 1969 roku rozpoczęto właściwą budowę wieży, którą zakończono w 1980 roku oddaniem jej do użytku. Wieżę zaprojektował inż. arch. Jan Liška ze Stavoprojektu Brno. Głównym wykonawcą była firma budowlana VOKD z Ostrawy, a następnie Teplotechna z Brna (konstrukcje betonowe) i Hutní montáže z Ostrawy (konstrukcje metalowe). Oficjalna nazwa wieży brzmi (cz. Televizní frekvenčně modulovaný a ultrakrátkovlnný vysílač Praděd). Właścicielem nadajnika jest České Radiokomunikace a.s. w Pradze. Projektantom, konstruktorom i architektom udało się połączyć elementy architektoniczno–urbanistyczne, techniczne i estetyczne z otaczającą przyrodą tak, że wieża stała się integralną częścią i symbolem góry Pradziad i całego pasma Jesioników (cz. Jeseníky).

### Harmonogram robót budowlanych
| Ogólny harmonogram prac przy budowie wieży telewizyjnej na Pradziadzie | |
| Okres                                                                  | Prace                                                                                                |
| 1969                                                                   | Przygotowawcze prace ziemne, usunięcie gruzów wieży kamiennej Altvaterturm                           |
| 1969–1970                                                              | Położenie żelbetowego fundamentu skrzyniowego                                                        |
| 1971–1973                                                              | Roboty zbrojarskie i betonowe przy konstrukcji trzonu wieży                                          |
| 1974–1975                                                              | Budowa pierwszego skrzydła „trójnogu”                                                                |
| 1975                                                                   | Montaż górnej kabiny widokowej oraz metalowej konstrukcji rurowej na instalacje antenowe przekaźnika |
| 1977                                                                   | Montaż laminowanej nadstawnej konstrukcji szczytowej oraz systemu antenowego                         |
| 1978–1980                                                              | Roboty wykończeniowe skrzydeł „trójnogu” oraz rotundy                                                |

## Historia

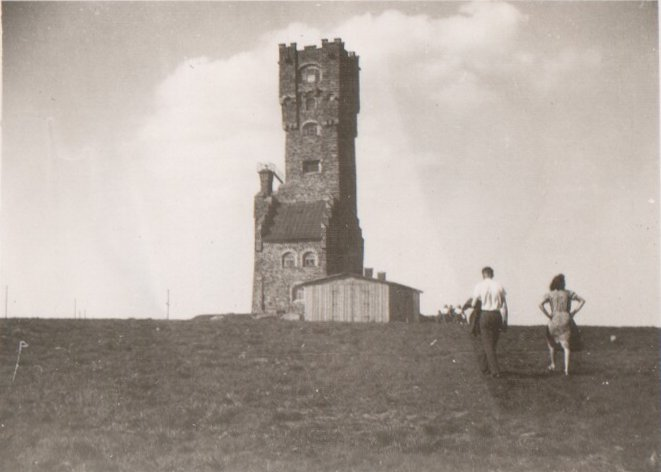
Nieistniejąca kamienna wieża widokowa na Pradziadzie

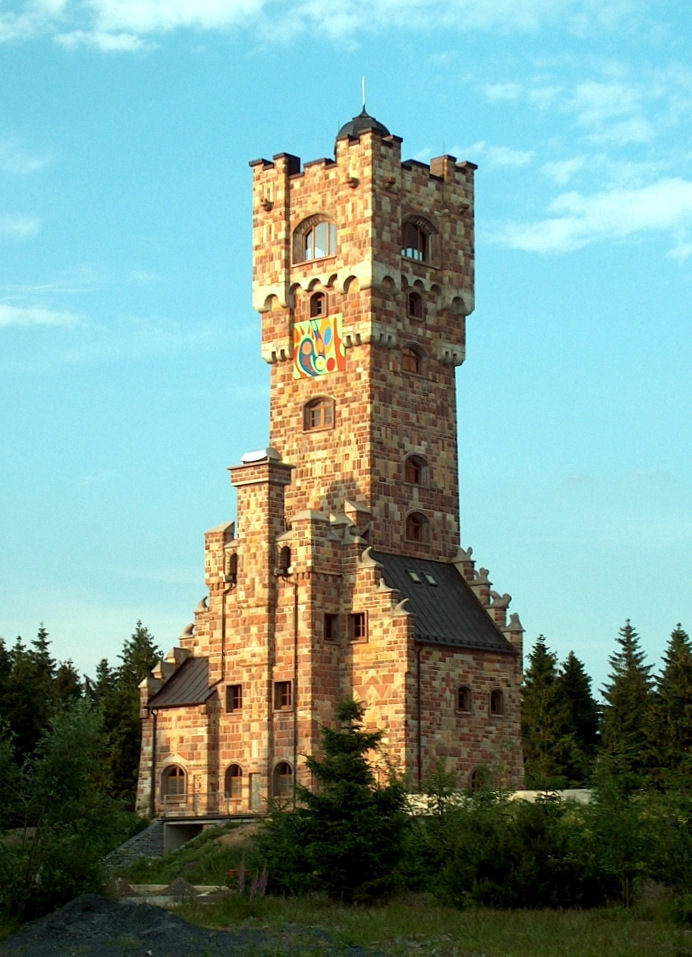
Kopia pierwszej wieży, stojąca od 2004 roku w Niemczech

Już na początku XIX wieku stała na wierzchołku góry Pradziad chata, która służyła jako schronienie przed złą pogodą. Później zbudowano prosty budynek, który jednak nie wystarczał wobec wzrastającej liczby przybywających turystów. Powstał wówczas w 1891 roku pomysł zbudowania na szczycie Pradziada wieży widokowej i schroniska. Ostateczną decyzję o budowie wieży podjęto 17 sierpnia 1903 przez utworzoną w 1881 roku organizację turystyczną o nazwie Morawsko-Śląskie Sudeckie Towarzystwo Górskie (niem. Mährisch-Schlesischer Sudetengebirgsverein (MSSGV)). Wybrano projekt wieży opracowany przez architekta Franza von Neumanna z Wiednia. Budowa trwała w okresie (1904–1912). Materiałem budowlanym użytym do jej budowy stał się kamień z pobliskiej grupy skalnej o nazwie (cz. Tabulové skály), co nie było najlepszym rozwiązaniem, ponieważ materiał ten źle znosił panujące warunki atmosferyczne i łatwo nasiąkał wodą.
Do komisyjnego odbioru technicznego obiektu doszło w 1912 roku – nosił on nazwę (niem. Habsburgwarte). Kosztował trzykrotnie więcej, niż pierwotnie zakładano i jego budowa niemal zakończyła się bankructwem dla MSSGV. Wieża widokowa była masywną, kamienną siedmiokondygnacyjną budowlą, przypominającą średniowieczną wartownię o wymiarach poziomych (14,5 × 15) m oraz wysokości 32,5 m, z tarasem widokowym na szczycie o wymiarach (7,8 × 7,8) m. Podobieństwo to podkreślały blanki, pylony i głębokie okna w grubych ścianach. Na parterze znajdowała się restauracja, nad nią pokoje gościnne, a na szczycie wieży taras widokowy. Obok wieży widokowej zbudowana została drewniana chata służąca jako karczma. Wieża widokowa jednak nigdy nie była zamieszkana z powodu nieszczęśliwie wybranego materiału i warunków klimatycznych. Już w czasie I wojny światowej była nieczynna. W 1921 z przyczyn politycznych zrezygnowano ze starej nazwy i określano ją jako (niem. Altvaterturm).
W latach 1926–1934 zostały przeprowadzone w niej prace remontowe. Wnętrze wieży zaprojektował i wykonał Franz Gritzner z Bruntálu. Otwarcie wyremontowanej wieży odbyło się 9 września 1934 roku. Od 1938 roku, wraz z przyłączeniem Kraju Sudetów do III Rzeszy, wieża nazwana została (niem. Adolf-Hitler-Turm) lub Adolf-Hitler-Warte. W 1940 roku sekcja Bruntál stała się właścicielem gruntu na Pradziadzie. Było to możliwe dzięki czasowej likwidacji przez władze hitlerowskie zakonu krzyżackiego (dotychczasowego właściciela m.in. działki na Pradziadzie). W 1942 roku dyrekcja poczty w Opawie rozpoczęła budowę radiowej stacji przekaźnikowej w odległości 90 m na południowy wschód od wieży.
Po II wojnie światowej wieża pełniła swoją funkcję przez pewien okres, a nieukończona radiowa stacja przekaźnikowa stała się schroniskiem turystycznym zwanym (cz. Poštovní chata), które w 1950 roku dysponowało 30 miejscami noclegowymi. Na początku lat 50. XX w. gospodarzem wieży zostało przedsiębiorstwo „Turista” z Pragi. Postępujące pogarszanie się stanu technicznego wieży spowodowało, że po raz kolejny ją zamknięto. Planowano wówczas wysadzić górną, najbardziej zniszczoną część wieży i ją odbudować, a pozostałe ściany dodatkowo wzmocnić, ale nigdy do tego nie doszło, gdyż 2 maja 1959 roku konstrukcja zawaliła się, po czym ją wraz z innymi obiektami rozebrano.
7 czerwca 1965(dts) roku Wydział Telekomunikacji w Pradze (cz. Správa telekomunikací v Praze) wystąpił do miasta Bruntál z prośbą o wydanie decyzji na budowę wieży telewizyjnej, którą wydano 24 czerwca tegoż roku. Budowę rozpoczęto od wybudowania asfaltowej drogi komunikacyjnej na trasie Hvězda – Ovčárna – Pradziad. Roboty budowlane przy wznoszeniu wieży rozpoczęto w 1969 roku, a nadajnik został uruchomiony w 1980 roku. Ze względu na trudne warunki klimatyczne, prace budowlane mogły przebiegać tylko przez (5–6) miesięcy w roku.
Jako dowód pamięci, po latach pobytu na terenach m.in. góry Pradziad, Niemcy – Towarzystwo Alvater (niem. Altvaterturmverein Langgöns e.V.) postanowili zbudować kopię pierwotnej kamiennej wieży jako „pokojowy protest przeciw ich wypędzeniu”, która stanęła na szczycie góry Wetzstein (792 m n.p.m.) w Lesie Turyńskim, budowana w okresie 2000–2004 i została oddana do użytku w stanie surowym 11 maja 2002 roku. Uroczyste otwarcie częściowo wyposażonej wieży nastąpiło 28–29 sierpnia 2004 roku.

## Nadajnik
W wieży znajduje się półkolista, przyciemniona sala technologii transmisyjnej nadajnika. Znajdują się w niej trzy nowoczesne multipleksowe nadajniki. Urządzenia te z wyglądu przypominają wąskie, metalowe szafki z szufladami. Połączony sygnał z tych trzech multipleksów przechodzi kablem koncentrycznym, umieszczonym w trzonie na szczyt wieży, gdzie jest emitowany przez anteny.
Za białymi panelami z laminatu u dołu wieży (rotunda) znajdują się duże anteny paraboliczne (rodzaj półkolistej płyty podobnej do domowych anten telewizji satelitarnej, ale znacznie większych). Otrzymują one sygnał źródłowy. Najeżone na trzon wieży – radiowe, poziome anteny dipolowe są umieszczone na czerwono-białej stalowej rurze na wysokości 93 m (system 44 dipoli poziomych) i 111 m (system 16 dipoli poziomych), a telewizyjne ukryte są przez dwudziestopięciometrowe, laminowane przedłużenie na szczycie wieży. 2 września 2010(dts) przy pomocy śmigłowca Ka-32 dokonano wymiany szczytowej części wieży, przystosowując anteny telewizyjne do systemu cyfrowego.
Ponadto w wieży jest stacja transformatorowa. Na wypadek awarii zasilania prądu uruchamia się – podobnie jak np. w szpitalach – zainstalowany generator elektryczny.

## Transmitowane programy

### Stacje radiowe
| Lista analogowych stacji radiowych |                     |                   |          |             |          |
| Lp.                                | Częstotliwość (MHz) | Stacja            | Moc (kW) | Polaryzacja | RDS      |
| 1                                  | 88,1                | Hitrádio Orion    | 10       | H           | ORION___ |
| 2                                  | 91,3                | ČRo Radiožurnál   | 20       | H           | R-ZURNAL |
| 3                                  | 93,3                | Radio Proglas     | 20       | H           | PROGLAS, |
| 4                                  | 98,2                | ČRo 3 – Vltava    | 20       | H           | R-VLTAVA |
| 5                                  | 99,3                | Evropa 2 – Morava | 10       | H           | EVROPA_2 |
| 6                                  | 100,9               | Radio Impuls      | 20       | H           | IMPULS__ |
| 7                                  | 104,3               | Frekvence 1       | 20       | H           | RADIO_F1 |
| 8                                  | 106,8               | ČRo Olomouc       | 20       | H           | R-OL____ |

| Lista cyfrowych stacji radiowych |            |                  |               |                     |       |                    |             |           |
| Lp.                              | Multipleks | Stacja radiowa   | Operator      | Częstotliwość (Mhz) | Kanał | Moc nadajnika (kW) | Polaryzacja | Kompresja |
| DAB+                             |            |                  |               |                     |       |                    |             |           |
| 1                                | ČRo DAB+   | ČRo Radiožurnál  | Český rozhlas | 229                 | 12D   | 10                 | V           | HE-AAC    |
| 2                                | ČRo DAB+   | ČRo Dvojka       | Český rozhlas | 229                 | 12D   | 10                 | V           | HE-AAC    |
| 3                                | ČRo DAB+   | ČRo Vltava       | Český rozhlas | 229                 | 12D   | 10                 | V           | HE-AAC    |
| 4                                | ČRo DAB+   | ČRo Plus         | Český rozhlas | 229                 | 12D   | 10                 | V           | HE-AAC    |
| 5                                | ČRo DAB+   | ČRo Radio Wave   | Český rozhlas | 229                 | 12D   | 10                 | V           | HE-AAC    |
| 6                                | ČRo DAB+   | ČRo Jazz         | Český rozhlas | 229                 | 12D   | 10                 | V           | HE-AAC    |
| 7                                | ČRo DAB+   | ČRo D-Dur        | Český rozhlas | 229                 | 12D   | 10                 | V           | HE-AAC    |
| 8                                | ČRo DAB+   | ČRo Radio Junior | Český rozhlas | 229                 | 12D   | 10                 | V           | HE-AAC    |
| 9                                | ČRo DAB+   | ČRo Retro        | Český rozhlas | 229                 | 12D   | 10                 | V           | HE-AAC    |
| 10                               | ČRo DAB+   | Rádio DAB Praha  | Český rozhlas | 229                 | 12D   | 10                 | V           | HE-AAC    |
| 11                               | ČRo DAB+   | ČRo Olomouc      | Český rozhlas | 229                 | 12D   | 10                 | V           | HE-AAC    |
| 12                               | ČRo DAB+   | ČRo Brno         | Český rozhlas | 229                 | 12D   | 10                 | V           | HE-AAC    |
| 13                               | ČRo DAB+   | ČRo Ostrava      | Český rozhlas | 229                 | 12D   | 10                 | V           | HE-AAC    |
| 14                               | ČRo DAB+   | ČRo Vysočina     | Český rozhlas | 229                 | 12D   | 10                 | V           | HE-AAC    |
| 15                               | ČRo DAB+   | ČRo Zlín         | Český rozhlas | 229                 | 12D   | 10                 | V           | HE-AAC    |

### Programy telewizyjne
| Lista cyfrowych programów telewizyjnych |            |                     |                     |       |                    |             |           |                             |
| Lp.                                     | Multipleks | Program telewizyjny | Częstotliwość (Mhz) | Kanał | Moc nadajnika (kW) | Polaryzacja | Kompresja | Data uruchomienia nadajnika |
| DVB-T2                                  |            |                     |                     |       |                    |             |           |                             |
| 1                                       | MUX-21     | ČT1 HD              | 514                 | 26    | 100                | H           | HEVC      | 28 sierpnia 2020            |
| 2                                       | MUX-21     | ČT2 HD              | 514                 | 26    | 100                | H           | HEVC      | 28 sierpnia 2020            |
| 3                                       | MUX-21     | ČT24 HD             | 514                 | 26    | 100                | H           | HEVC      | 28 sierpnia 2020            |
| 4                                       | MUX-21     | ČT sport HD         | 514                 | 26    | 100                | H           | HEVC      | 28 sierpnia 2020            |
| 5                                       | MUX-21     | ČT: D HD            | 514                 | 26    | 100                | H           | HEVC      | 28 sierpnia 2020            |
| 6                                       | MUX-21     | ČT art HD           | 514                 | 26    | 100                | H           | HEVC      | 28 sierpnia 2020            |
| 7                                       | MUX-21     | ČT3 HD              | 514                 | 26    | 100                | H           | HEVC      | 28 sierpnia 2020            |
| 8                                       | MUX-21     | ČRo Radiožurnál     | 514                 | 26    | 100                | H           | HEVC      | 28 sierpnia 2020            |
| 9                                       | MUX-21     | ČRo Dvojka          | 514                 | 26    | 100                | H           | HEVC      | 28 sierpnia 2020            |
| 10                                      | MUX-21     | ČRo Vltava          | 514                 | 26    | 100                | H           | HEVC      | 28 sierpnia 2020            |
| 11                                      | MUX-21     | ČRo Radio Wave      | 514                 | 26    | 100                | H           | HEVC      | 28 sierpnia 2020            |
| 12                                      | MUX-21     | ČRo D-Dur           | 514                 | 26    | 100                | H           | HEVC      | 28 sierpnia 2020            |
| 13                                      | MUX-21     | ČRo Radio Junior    | 514                 | 26    | 100                | H           | HEVC      | 28 sierpnia 2020            |
| 14                                      | MUX-21     | ČRo Plus            | 514                 | 26    | 100                | H           | HEVC      | 28 sierpnia 2020            |
| 15                                      | MUX-21     | ČRo Jazz            | 514                 | 26    | 100                | H           | HEVC      | 28 sierpnia 2020            |
| 16                                      | MUX-22     | Prima TV            | 530                 | 28    | 100                | H           | HEVC      | 2 października 2020         |
| 17                                      | MUX-22     | Prima +1            | 530                 | 28    | 100                | H           | HEVC      | 2 października 2020         |
| 18                                      | MUX-22     | Prima Cool          | 530                 | 28    | 100                | H           | HEVC      | 2 października 2020         |
| 19                                      | MUX-22     | Prima Max           | 530                 | 28    | 100                | H           | HEVC      | 2 października 2020         |
| 20                                      | MUX-22     | Prima Love          | 530                 | 28    | 100                | H           | HEVC      | 2 października 2020         |
| 21                                      | MUX-22     | Prima Zoom          | 530                 | 28    | 100                | H           | HEVC      | 2 października 2020         |
| 22                                      | MUX-22     | Prima Krimi         | 530                 | 28    | 100                | H           | HEVC      | 2 października 2020         |
| 23                                      | MUX-22     | CNN Prima News      | 530                 | 28    | 100                | H           | HEVC      | 2 października 2020         |
| 24                                      | MUX-22     | Óčko                | 530                 | 28    | 100                | H           | HEVC      | 2 października 2020         |
| 25                                      | MUX-22     | Óčko Star           | 530                 | 28    | 100                | H           | HEVC      | 2 października 2020         |
| 26                                      | MUX-22     | Radio Proglas       | 530                 | 28    | 100                | H           | HEVC      | 2 października 2020         |
| 27                                      | MUX-23     | TV Barrandov        | 554                 | 31    | 100                | H           | HEVC      | 7 października 2020         |
| 28                                      | MUX-23     | Seznam.cz TV        | 554                 | 31    | 100                | H           | HEVC      | 7 października 2020         |
| 29                                      | MUX-23     | Kino Barrandov      | 554                 | 31    | 100                | H           | HEVC      | 7 października 2020         |
| 30                                      | MUX-23     | Barrandov Krimi     | 554                 | 31    | 100                | H           | HEVC      | 7 października 2020         |
| 31                                      | MUX-23     | TV Nova             | 554                 | 31    | 100                | H           | HEVC      | 7 października 2020         |
| 32                                      | MUX-23     | Nova Cinema         | 554                 | 31    | 100                | H           | HEVC      | 7 października 2020         |
| 33                                      | MUX-23     | Noe TV              | 554                 | 31    | 100                | H           | HEVC      | 7 października 2020         |
| 34                                      | MUX-23     | NASA UHD            | 554                 | 31    | 100                | H           | HEVC      | 7 października 2020         |
| 35                                      | MUX-23     | Radio Dechovka      | 554                 | 31    | 100                | H           | HEVC      | 7 października 2020         |

### Nienadawane programy telewizyjne
| Lista nienadawanych analogowych programów telewizyjnych |                     |       |                           |
| Lp.                                                     | Program telewizyjny | Kanał | Data wyłączenia nadajnika |
| 1                                                       | ČT2                 | 50    | 30 września 2010          |
| 2                                                       | ČT1                 | 50    | 31 października 2011      |
| 3                                                       | TV Nova             | 53    | 31 października 2011      |

| Lista nienadawanych cyfrowych programów telewizyjnych |                   |                     |                     |       |                    |             |           |                           |
| Lp.                                                   | Multipleks        | Program telewizyjny | Częstotliwość (Mhz) | Kanał | Moc nadajnika (kW) | Polaryzacja | Kompresja | Data wyłączenia nadajnika |
| DVB-T                                                 |                   |                     |                     |       |                    |             |           |                           |
| 1                                                     | MUX-1             | ČT1                 | 594                 | 36    | 100                | H           | MPEG-2    | 27 sierpnia 2020          |
| 2                                                     | MUX-1             | ČT2                 | 594                 | 36    | 100                | H           | MPEG-2    | 27 sierpnia 2020          |
| 3                                                     | MUX-1             | ČT24                | 594                 | 36    | 100                | H           | MPEG-2    | 27 sierpnia 2020          |
| 4                                                     | MUX-1             | ČT sport            | 594                 | 36    | 100                | H           | MPEG-2    | 27 sierpnia 2020          |
| 5                                                     | MUX-1             | ČT :D/ČT art        | 594                 | 36    | 100                | H           | MPEG-2    | 27 sierpnia 2020          |
| 6                                                     | MUX-1             | ČRo Radiožurnál     | 594                 | 36    | 100                | H           | MPEG-2    | 27 sierpnia 2020          |
| 7                                                     | MUX-1             | ČRo Dvojka          | 594                 | 36    | 100                | H           | MPEG-2    | 27 sierpnia 2020          |
| 8                                                     | MUX-1             | ČRo Vltava          | 594                 | 36    | 100                | H           | MPEG-2    | 27 sierpnia 2020          |
| 9                                                     | MUX-1             | ČRo Radio Wave      | 594                 | 36    | 100                | H           | MPEG-2    | 27 sierpnia 2020          |
| 10                                                    | MUX-1             | ČRo D-Dur           | 594                 | 36    | 100                | H           | MPEG-2    | 27 sierpnia 2020          |
| 11                                                    | MUX-1             | ČRo Radio Junior    | 594                 | 36    | 100                | H           | MPEG-2    | 27 sierpnia 2020          |
| 12                                                    | MUX-1             | ČRo Plus            | 594                 | 36    | 100                | H           | MPEG-2    | 27 sierpnia 2020          |
| 13                                                    | MUX-1             | ČRo Jazz            | 594                 | 36    | 100                | H           | MPEG-2    | 27 sierpnia 2020          |
| 14                                                    | MUX-2             | TV Nova             | 730                 | 53    | 100                | H           | MPEG-2    | 1 października 2020       |
| 15                                                    | MUX-2             | Nova Cinema         | 730                 | 53    | 100                | H           | MPEG-2    | 1 października 2020       |
| 16                                                    | MUX-2             | Prima TV            | 730                 | 53    | 100                | H           | MPEG-2    | 1 października 2020       |
| 17                                                    | MUX-2             | Prima Cool          | 730                 | 53    | 100                | H           | MPEG-2    | 1 października 2020       |
| 18                                                    | MUX-2             | TV Barrandov        | 730                 | 53    | 100                | H           | MPEG-2    | 1 października 2020       |
| 19                                                    | MUX-3             | Prima Max           | 714                 | 51    | 100                | H           | MPEG-2    | 6 października 2020       |
| 20                                                    | MUX-3             | Prima Love          | 714                 | 51    | 100                | H           | MPEG-2    | 6 października 2020       |
| 21                                                    | MUX-3             | Prima Zoom          | 714                 | 51    | 100                | H           | MPEG-2    | 6 października 2020       |
| 22                                                    | MUX-3             | Prima Krimi         | 714                 | 51    | 100                | H           | MPEG-2    | 6 października 2020       |
| 23                                                    | MUX-3             | Óčko                | 714                 | 51    | 100                | H           | MPEG-2    | 6 października 2020       |
| 24                                                    | MUX-3             | Óčko Star           | 714                 | 51    | 100                | H           | MPEG-2    | 6 października 2020       |
| 25                                                    | MUX-3             | Kino Barrandov      | 714                 | 51    | 100                | H           | MPEG-2    | 6 października 2020       |
| 26                                                    | MUX-3             | Barrandov Krimi     | 714                 | 51    | 100                | H           | MPEG-2    | 6 października 2020       |
| 27                                                    | MUX-3             | Seznam.cz TV        | 714                 | 51    | 100                | H           | MPEG-2    | 6 października 2020       |
| DVB-T2                                                |                   |                     |                     |       |                    |             |           |                           |
| 28                                                    | Přechodová síť 11 | ČT1 HD              | 514                 | 26    | 100                | H           | HEVC      | 27 sierpnia 2020          |
| 29                                                    | Přechodová síť 11 | ČT2 HD              | 514                 | 26    | 100                | H           | HEVC      | 27 sierpnia 2020          |
| 30                                                    | Přechodová síť 11 | ČT24 HD             | 514                 | 26    | 100                | H           | HEVC      | 27 sierpnia 2020          |
| 31                                                    | Přechodová síť 11 | ČT sport HD         | 514                 | 26    | 100                | H           | HEVC      | 27 sierpnia 2020          |
| 32                                                    | Přechodová síť 11 | ČT: D HD            | 514                 | 26    | 100                | H           | HEVC      | 27 sierpnia 2020          |
| 33                                                    | Přechodová síť 11 | ČT art HD           | 514                 | 26    | 100                | H           | HEVC      | 27 sierpnia 2020          |
| 34                                                    | Přechodová síť 11 | ČT3 HD              | 514                 | 26    | 100                | H           | HEVC      | 27 sierpnia 2020          |
| 35                                                    | Přechodová síť 11 | ČRo Radiožurnál     | 514                 | 26    | 100                | H           | HEVC      | 27 sierpnia 2020          |
| 36                                                    | Přechodová síť 11 | ČRo Dvojka          | 514                 | 26    | 100                | H           | HEVC      | 27 sierpnia 2020          |
| 37                                                    | Přechodová síť 11 | ČRo Vltava          | 514                 | 26    | 100                | H           | HEVC      | 27 sierpnia 2020          |
| 38                                                    | Přechodová síť 11 | ČRo Radio Wave      | 514                 | 26    | 100                | H           | HEVC      | 27 sierpnia 2020          |
| 39                                                    | Přechodová síť 11 | ČRo D-Dur           | 514                 | 26    | 100                | H           | HEVC      | 27 sierpnia 2020          |
| 40                                                    | Přechodová síť 11 | ČRo Radio Junior    | 514                 | 26    | 100                | H           | HEVC      | 27 sierpnia 2020          |
| 41                                                    | Přechodová síť 11 | ČRo Plus            | 514                 | 26    | 100                | H           | HEVC      | 27 sierpnia 2020          |
| 42                                                    | Přechodová síť 11 | ČRo Jazz            | 514                 | 26    | 100                | H           | HEVC      | 27 sierpnia 2020          |
| 43                                                    | Přechodová síť 12 | Prima TV            | 530                 | 28    | 100                | H           | HEVC      | 1 października 2020       |
| 44                                                    | Přechodová síť 12 | Prima Cool          | 530                 | 28    | 100                | H           | HEVC      | 1 października 2020       |
| 45                                                    | Přechodová síť 12 | Prima Max           | 530                 | 28    | 100                | H           | HEVC      | 1 października 2020       |
| 46                                                    | Přechodová síť 12 | Prima Love          | 530                 | 28    | 100                | H           | HEVC      | 1 października 2020       |
| 47                                                    | Přechodová síť 12 | Prima Zoom          | 530                 | 28    | 100                | H           | HEVC      | 1 października 2020       |
| 48                                                    | Přechodová síť 12 | Prima Krimi         | 530                 | 28    | 100                | H           | HEVC      | 1 października 2020       |
| 49                                                    | Přechodová síť 12 | CNN Prima News      | 530                 | 28    | 100                | H           | HEVC      | 1 października 2020       |
| 50                                                    | Přechodová síť 12 | TV Barrandov        | 530                 | 28    | 100                | H           | HEVC      | 1 października 2020       |
| 51                                                    | Přechodová síť 12 | Kino Barrandov      | 530                 | 28    | 100                | H           | HEVC      | 1 października 2020       |
| 52                                                    | Přechodová síť 12 | Barrandov Krimi     | 530                 | 28    | 100                | H           | HEVC      | 1 października 2020       |
| 53                                                    | Přechodová síť 12 | Barrandov News      | 530                 | 28    | 100                | H           | HEVC      | 1 października 2020       |
| 54                                                    | Přechodová síť 12 | Seznam.cz TV        | 530                 | 28    | 100                | H           | HEVC      | 1 października 2020       |
| 55                                                    | Přechodová síť 12 | Óčko                | 530                 | 28    | 100                | H           | HEVC      | 1 października 2020       |
| 56                                                    | Přechodová síť 12 | Óčko Star           | 530                 | 28    | 100                | H           | HEVC      | 1 października 2020       |
| 57                                                    | Přechodová síť 12 | Noe TV              | 530                 | 28    | 100                | H           | HEVC      | 1 października 2020       |
| 58                                                    | Přechodová síť 12 | TV Nova             | 530                 | 28    | 100                | H           | HEVC      | 1 października 2020       |
| 59                                                    | Přechodová síť 12 | Nova Cinema         | 530                 | 28    | 100                | H           | HEVC      | 1 października 2020       |